# Соза Силва, Виламис ди
Вилламис ди Соза Силва, или просто Соза (Соуза) (порт. Willamis de Souza Silva; 4 февраля 1979, Масейо) — бразильский футболист, полузащитник, игрок клуба «Сеара».

## Биография
Воспитанник футбольного клуба ССА Масейо, в котором начал профессиональную карьеру в 1998 году. В 2000 году перешёл в состав знаменитого «Ботафого» из Рио-де-Жанейро. Однако Соза не сумел закрепиться в основе, и через 2 года начались его многочисленные переходы, когда за период с 2001 по 2003 год футболист сменил 4 клуба. Наконец, в 2003 году Соза сумел закрепиться в составе «Сан-Паулу», клуба, который постепенно становился одним из сильнейших в Бразилии и мире. В 2005 году Соза был одним из лидеров в составе «трёхцветных», когда паулисты завоевали свой третий в истории Кубок Либертадорес. В конце года «Сан-Паулу» также обыграл «Ливерпуль» в финале клубного чемпионата мира, став официально лучшим клубом планеты.
По итогам чемпионата Бразилии 2006 года Соза был включён в символическую сборную турнира, а «Сан-Паулу» выиграл свой 4-й титул чемпиона Бразилии. Соза был одним из символов той золотой команы, действуя очень технично и интеллигентно в центре поля.
В 2008 году Соза перешёл во французский ПСЖ, однако, как это иногда бывает даже с самыми выдающимися южноамериканскими футболистами, он не смог адаптироваться к европейскому образу жизни, хотя и внёс свой вклад в победу ПСЖ в Кубке французской Лиги. Спустя полгода Созу взял в аренду «Гремио», дебют за новую команду состоялся 3 августа в матче против «Витории». В 2009 году «трёхцветные» из Риу-Гранди-ду-Сул стали полноценными владельцами прав на футболиста. Футболист находился в хорошей форме, забивая очень важные голы и пребывая среди лидеров в бомбардирской гонке Серии A.
В 2011—2012 гг. Соза выступал за Флуминенсе, с которым выиграл свой третий чемпионат Бразилии 2012 года. В следующем году играл за «Португезу», будучи неоспоримым лидером в составе свой команды. «Португеза» вылетела в Серию B в результате скандала с выходом на поле незаявленного игрока. С 2014 года он выступает за «Сеару».

## Достижения
- Чемпион Бразилии (3): 2006, 2007, 2012
- Кубок Бразилии: 2007
- Лига Паулиста: 2005
- Лига Кариока: 2005
- Лига Гаушу: 2010
- Лига Алагоано: 1999
- Кубок французской лиги: 2008
- Кубок Либертадорес: 2005
- Победитель Клубного чемпионата мира: 2005
- Финалист Кубка Либертадорес: 2008
- Серебряный мяч Бразилии: 2006